# Židovský hřbitov ve Strážnici
Židovský hřbitov ve Strážnici byl založen zřejmě počátkem 18. století. Nachází se mezi ulicemi Sadová, Bzenecká a Boženy Hrejsové, asi 300 m severovýchodně od náměstí Svobody a asi 150 m severozápadně od náměstí 17. listopadu. Společně se synagogou, která je jeho součástí, je chráněn jako kulturní památka České republiky.
Na ploše 5093 m2 se dochovalo asi 1500 náhrobních kamenů (macev) s nejstarším čitelným z roku 1647. Tyto starší náhrobky sem byly pravděpodobně přeneseny z původního židovského hřbitova, který se zřejmě nacházel v místech strážnického Starého města. Na hřbitov se původně vcházelo průchodem v hrobnickém domku, na jehož stěně lze dodnes najít zbytek kovové pokladničky na dary, nebo dřevěnou brankou od Sadové uličky na jihozápadní straně hřbitova. Dnes se na hřbitov vchází dřevěnou bránou postavenou až v 80. letech 20. století.
Původní vzhled hřbitova se časem měnil. Po roce 1945 byl osázen ovocnými stromy. V letech 1986–1987 byl vyčištěn a zbaven náletových dřevin. Poslední pohřeb se zde konal v 50. letech minulého století.
Strážnická židovská komunita přestala existovat v roce 1940.